# Smilax
Smilax es un género de unas 200 especies de plantas florecientes trepadoras, muchas de las cuales son leñosas o con espinas, pertenecientes a la familia Smilacaceae, y distribuidas por regiones tropicales y de clima templado de todo el mundo. Nombres comunes incluyen uva de perro, zarzaparrilla, sarsparilla y smilax. En ocasiones, las especies no leñosas, como S. herbacea, se colocan en el género Nemexia. 

## Descripción
Son bejucos leñosos o herbáceos –a veces, sufrútices–, generalmente espinosos, rizomatosos, dioicos. Hojas alternas, generalmente con zarcillos en pareja que nacen en las vainas estipulares. Inflorescencias terminales y/o laterales, en glomérulos umbeliformes a lo largo de un eje, con flores unisexuales, bracteoladas. Flores masculinas carentes de ovario vestigial; flores femeninas hasta con 6 estaminodios. Tépalos 6, libres, todos iguales o, los del verticilo interno, algo más pequeños. Estambres 6; filamentos libres. Ovario ovoide, trilocular, con 1 o 2 rudimentos seminales en cada lóculo; estigmas 3, sésiles. Fruto en baya. Semillas ápteras.

## Taxonomía
El género fue descrito por  Carolus Linnaeus y publicado en Species Plantarum 2: 1028. 1753. La especie tipo es: Smilax aspera
Etimología
Smilax: nombre genérico que proviene del mito griego de Crocus y la ninfa Smilax. Aunque este mito tiene numerosas formas, siempre gira en torno al amor frustrado y trágico de un hombre mortal que es convertido en una flor, y una ninfa del bosque que se transforma en una parra.

## Especies seleccionadas
- Smilax aspera
- Smilax bona-nox
- Smilax campestris
- Smilax glauca
- Smilax glyciphylla
- Smilax herbacea
- Smilax mexicana
- Smilax pseudochina, cuya raíz, llamada lampatán, tiene propiedades medicinales
- Smilax pulverulenta
- Smilax regelii
- Smilax rotundifolia
- Smilax tamnoides